# Pareugyrioides galatheae
Pareugyrioides galatheae is een zakpijpensoort uit de familie van de Molgulidae. De wetenschappelijke naam van de soort is voor het eerst geldig gepubliceerd in 1959 door Millar.